# Acronicta amicora
Acronicta amicora là một loài bướm đêm trong họ Noctuidae.